# Lista siturilor arheologice din județul Mureș - F
Lista siturilor arheologice din județul Mureș - F conține toate siturile arheologice din județul Mureș înscrise în Repertoriul Arheologic Național (RAN) și aflate în localități al căror nume începe cu litera F. RAN este administrat de Ministerul Culturii și Patrimoniului Național și cuprinde date științifice, cartografice, topografice, imagini și planuri, precum și orice alte informații privitoare la zonele cu potențial arheologic, studiate sau nu, încă existente sau dispărute.
Puteți căuta un sit din localitățile care încep cu litera F folosind formularul de mai jos sau puteți naviga prin toate siturile din județ la Lista siturilor arheologice din județul Mureș.
| Cod RAN      | Denumire | Localitate                      | Adresă          | Datare                      | Descoperit | Coordonate | Imagine           | Erori            |
| ------------ | --- | ------------------------------- | --------------- | --------------------------- | ---------- | ---------- | ----------------- | ---------------- |
| 115414.01.01 | Depozitul de obiecte din bronz de la Fânațe - "Fântâna bătrână" / ansamblu anonim (Categorie: depozit/tezaur) (Tip: Depozit) | sat Fânațe, comuna Band         | Fântâna bătrână | Hallstatt - A sec. XI î.Hr. |            |            | Încărcați imagine | Raportați eroare |
| 116803.01.01 | Necropola romană de la Fântânele - "Pădurea sașilor" / ansamblu anonim (Categorie: descoperire funerară) (Tip: necropola)    | sat Fântânele, comuna Fântânele | Pădurea sașilor | romană                      |            |            | Încărcați imagine | Raportați eroare |